# Max Sterling
Max Sterling (in originale Maximilian Jenius) è un personaggio immaginario della serie animata giapponese Macross, adattata negli anni ottanta in Robotech dalla statunitense Harmony Gold.

## Caratteristiche fisiche
Circa 1,78 m di statura, longilineo, lunghi capelli di color azzurro cinerino che porta con disinvoltura ed in maniera quasi sbarazzina; indossa occhiali dalle lenti grandi ed azzurrate.

## Carriera militare
Inserito nelle DEF (Forze di Difesa Terrestri) poco prima dello scoppio della Prima guerra di Robotech, in breve Max è inserito nello "Squadrone Vermiglio" guidato da Rick Hunter. Più giovane di Rick di qualche anno, la sua grandissima abilità nel combattimento aereo agevola la sua carriera, al punto da ottenere il comando del "Vermiglio", quando Rick succede al defunto Roy Fokker a capo dei "Teschi Grigi".
La sua fama di pilota arriva fino alle linee nemiche, allorquando un infuriato comandante Zentradi Lord Kyron, per rispondere allo scherno riservatigli dalla Meltradi Myria Parino, le rivela la presenza di un abilissimo e temerario guerriero nella flotta micromiana (umana), a cui neppure lei saprebbe tener testa. Stuzzicata dalla sfida, Myria si batte con Max, prima nei cieli della Terra, poi, fattasi micronizzare (rimpiccolire a dimensione umana) ed infiltratasi a bordo dell'SDF-1, in un'appassionante partita di videogame; uscita doppiamente sconfitta, la Meltradi prova a prendersi un'ultima rivincita aggredendo Max (che si è invaghito di lei, non sospettandone la vera identità) con un coltello: il pilota la disarma e le dichiara i propri sentimenti, convincendola a sposarlo. Il matrimonio, celebrato nello spazio ed osservato con stupore dagli stessi Zentradi, porta alla nascita di una bambina, Dana Sterling, futura soldatessa e difensore di Macross. Conclusa la grande battaglia contro il supremo comandante Dolza, Max e Myria prendono parte alla missione di cattura della Robotech Factory.
Dopo la distruzione dell'SDF-1 e dell'SDF-2 ad opera di Kyron, Max e la moglie si aggregano a Rick Hunter e Lisa Hayes nell'opera di costruzione dell'SDF-3, con l'intento di partire per il pianeta Tirol.